# Роглец
Роглец (болг. Роглец) — село в Болгарии. Находится в Видинской области, входит в общину Ружинци. Население составляет 30 человек.

## Политическая ситуация
В местном кметстве Бело-Поле, в состав которого входит Роглец, должность кмета (старосты) исполняет Васко Иванов Иванов (коалиция в составе 2 партий: Болгарская социалистическая партия (БСП), Движение за права и свободы (ДПС)) по результатам выборов правления кметства.
Кмет (мэр) общины Ружинци — Венцислав Томов Ванков (коалиция в составе 2 партий: Болгарская социалистическая партия (БСП), Движение за права и свободы (ДПС)) по результатам выборов в правление общины.